# Six Flags Discovery Kingdom
Six Flags Discovery Kingdom (voormalig Six Flags Marine World, Marine World, New Marine World Theme Park en Marine World Africa USA) is een attractiepark en dierenpark gelegen in Vallejo, Californië. Het park bezit verschillende achtbanen en andere attracties en shows. Het park is eigendom van de Six Flags groep sinds 1999.

## Geschiedenis
In 1968 opende het park onder de naam Marine World in Redwood City en richtte zich op zeedieren. Nadat Marine World in 1973 samenvoegde met een noodlijdend park genaamd Africa USA werd de naam Marine World Africa USA. Door de hoge belastingen op het stuk land dat Marine World Africa USA in beslag nam werd het park in 1985 verplaatst naar Vallejo. Uiteindelijk werd het park eigendom van de stad Vallejo in 1996 waarna de stad Premier Parks inhuurde om het park om te bouwen naar een attractiepark.
In 2007 kocht Six Flags het park van de stad Vallejo en hernoemde het naar Six Flags Discovery Kingdom. Tegenwoordig is het park een combinatie van een attractiepark en een dierenpark.

## Attracties

### Achtbanen
- Boomerang Coast to Coaster, een Vekoma-Boomerang
- Cobra
- Kong
- Joker
- Medusa
- V2: Vertical Velocity
- Big Spin
- Roadrunner Express
- Superman: Ultimate Flight

#### Voormalige achtbanen
- Greased Lightnin'
- Zonga
- Roar

### Waterattracties
- White Water Safari - een Intamin rapid river waarbij bezoekers de inzittenden nat kunnen spuiten.
- Monsoon Falls - een spillwater ride waarbij de bezoekers na een 15m hoge afdaling in het water plonzen met de boot